# Мункач (футбольный клуб)
«Мункач» (укр. Мункач) или «Мункач футбольная академия» (укр. Мункач футбольна академія, сокр. «МФА») — украинский футбольный клуб из города Мукачево, Закарпатская область. Домашние матчи проводит на клубной учебно-тренировочной базе в селе Дерцен

## Название
- 2005—2015 — ДЮФК «Мукачево»
- 2015 — «Говерла»
- 2016—2017 — «Мункач»
- 2017—н. в. — «Мункач футбольная академия»

## История
Детско-юношеский футбольный клуб «Мукачево» был основан в 2005 году, при поддержке благотворительного фонда им. Пака Шандора. Уполномоченным лицом фонда являлся Золтан Сильваши — будущий тренер и директор академии, который в мае 2005 года, по приглашению родителей воспитанников, возглавил команду 1996-97 годов рождения. Первоначально основным источником финансирования клуба были родительские взносы. С 2006 года команды клуба регулярно участвовали в юношеских соревнованиях различных уровней, а в 2010 году клуб дебютировал в Детско-юношеской футбольной лиге Украины. Академия сотрудничала с местным любительским футбольным клубом «Мукачево», а позднее — с ужгородской «Говерлой», выступавшей в Украинской Премьер-лиге. В 2014 году команда, под названием ДЮФК «Мукачево», впервые приняла участие в чемпионате Закарпатской области. В 2016 году в клуб пришли венгерские инвесторы, в связи с чем был проведён ребрендинг, а название команды было изменено на «Мункач» (венгерское название города Мукачево), а позднее — «Мункач футбольная академия». За счёт инвестиций из Венгрии была построена новая клубная база в селе Дерцен, в 7 километрах от Мукачево. В 2020 году команда впервые приняла участие в любительском чемпионате Украины, а в 2021 году — прошла аттестацию для участия во второй лиге чемпионата Украины. Дебютную игру на профессиональном уровне клуб провел 24 июля 2021 года, на собственной базе в Дерцене победив футбольный клуб «Чернигов», со счётом 1:0. Первый гол команды в профессиональных соревнованиях забил Максим Гирный.
В 2022 году, после вторжения в Украину российских войск руководством клуба было принято решение приостановить выступления в чемпионате Украины

## Владельцы
По состоянию на 2021 год, «Мункач футбольная академия» является совместным украино-венгерским проектом. Украинская доля составляет 2 % и принадлежит одному из основателей и тренеров клуба Золтану Сильваши. Остальные 98 % разделены поровну между венгерским бизнесменом, родом из Мукачево, Иштваном Кроулом и спортивным директором венгерского клуба «Кишварда» Аттилой Ревесом. Именно «Кишварда» является основным инвестором команды.

## Главные тренеры
- Золтан Сильваши (2014—2017)
- Виктор Ряшко (2018—2020)
- Виктор Яичник (2020—2021)
- Виталий Шумский (2021—2022)